# Elecciones generales de las Islas Caimán de 2021
Las elecciones generales de las Islas Caimán de 2021 se realizaron en dicho territorio el 14 de abril del mismo año.

## Sistema electoral
El Parlamento es unicameral, está compuesto por 21 escaños: 19 siendo elegidos por mayoría simple en distritos de un solo miembro y 2 ex officio que corresponden al vicegobernador y el fiscal general.

## Resultados
|                             |                             |        |       |       |         |             |  |  |  |
| Partidos                    | Partidos                    | Votos  | %     | +/-   | Escaños | +/-         |  |  |  |
|                             | PPM                         | 3 380  | 19.60 | 11.6  | 7       | Sin cambios |  |  |  |
|                             | CPP                         | 217    | 1.26  | Nuevo | 0       | 3           |  |  |  |
|                             | Independientes              | 13 650 | 79.14 | 34,5  | 12      | 3           |  |  |  |
|                             |                             |        |       |       |         |             |  |  |  |
| Votos válidos               | Votos válidos               | 17 247 | 99.10 |       |         |             |  |  |  |
| Votos en blanco y nulo      | Votos en blanco y nulo      | 157    | 0.90  |       |         |             |  |  |  |
| Total                       | Total                       | 17 404 | 100   | -     | 19      | Sin cambios |  |  |  |
| Abstenciones                | Abstenciones                | 6 190  | 26.24 |       |         |             |  |  |  |
| Registrados / participación | Registrados / participación | 23 594 | 73.76 |       |         |             |  |  |  |